# Feriel Alissia Ouachek
Feriel Alissia Ouachek, née en 2000 à El Biar, est une gymnaste aérobic algérienne.

## Carrière
Feriel Alissia Ouachek est médaillée d'or par équipes ainsi qu'en trio mixte aux Championnats d'Afrique de gymnastique aérobic 2018 à Brazzaville.